# Labeo catla
Cá chép Catla (tiếng Bengal: কাত্লা/kātlā) hay còn gọi là cá chép Nam Á (Danh pháp khoa học: Labeo catla) là một loài cá nước ngọt thuộc chi Labeo trong họ Cá chép (Cyprinidae) có nguồn gốc từ các sông và hồ ở miền bắc Ấn Độ, Bangladesh, Myanmar, Nepal và Pakistan, nhưng chúng cũng đã được du nhập vào các nơi khác ở Nam Á và thường được nuôi trong trang trại cá như là một đối tượng nuôi có giá trị kinh tế Ở Nepal và các vùng lân cận của Ấn Độ, cho đến tận Odisha nơi loài cá chép này được gọi là Bhakura. 
Cá chép Catla là một loài cá có cái đầu to bè, hàm dưới nhô ra lớn và có cái miệng hếch, chúng vảy lớn, ngả về màu xám ở mặt lưng và ngả về màu trắng ở phần bụng, chúng có chiều dài lên tới 182cm và cân nặng lên đến 38,6 kg Loài cá này sinh sống ở tầng nước giữa. Cá trưởng thành ăn động vật phù du bằng cách sử dụng cái mang lớn, nhưng con con thì ăn cả động vật phù du và thực vật phù du. Cá chép Catla sinh trưởng ở độ tuổi trung bình là hai năm và khi đạt trọng lượng trung bình là 2 kg. Đây là một trong những loài nước ngọt thủy sản quan trọng nhất ở Nam Á, sản lượng khai thác được báo cáo là đã tăng mạnh trong những năm 2000 và vào năm 2012 với khoảng 2,8 triệu tấn mỗi năm. 